# ممثلية أوكرانيا لدى السلطة الوطنية الفلسطينية
ممثلية أوكرانيا لدى السلطة الوطنية الفلسطينية هي الممثلية الدبلوماسية العُليا الأوكرانية لدى دولة فلسطين. تأسست في ديسمبر 2008، ويقع مقرها في مدينة البيرة.

## قائمة الممثلون
| الترتيب | رئيس البعثة الدبلوماسية | تاريخ الاعتماد الدبلوماسي | تاريخ الانتهاء | رئيس أوكرانيا | رئيس دولة فلسطين | ملاحظات |
| ------- | ----------------------- | ------------------------- | -------------- | ------------- | ---------------- | ------- |
|         | فلاديمير شوكروف         | 2 أكتوبر 2009             |                |               | محمود عباس       |         |
|         | ميكولا ليشنكو           | 2021                      |                |               | محمود عباس       |         |
|         | مكسيم تيوكن             | 21 نوفمبر 2021            |                |               | محمود عباس       |         |

## وصلات خارجية
- الموقع الرسمي